# Kongói héjasas
A kongói héjasas vagy Cassin-vitézsas (Aquila africana) a madarak osztályának a vágómadár-alakúak (Accipitriformes) rendjéhez, ezen belül a vágómadárfélék (Accipitridae) családjához tartozó faj.

## Rendszerezése
A fajt John Cassin írta le 1865-ben, a Limnaetus nembe Limnaetus africanus néven. Sorolták a Spizaetus nembe  	Spizaetus africanus néven is.

## Előfordulása
Afrika nyugati és középső részén, Angola, Burundi, Elefántcsontpart, Egyenlítői-Guinea, Gabon, Ghána, Guinea, Kamerun, a Közép-afrikai Köztársaság, a Kongói Demokratikus Köztársaság, Libéria, Nigéria, Ruanda, Sierra Leone, Togo és Uganda területén honos. Kenya területén kóborló. 
Természetes élőhelyei a szubtrópusi és trópusi síkvidéki és hegyi esőerdők. Állandó, nem vonuló faj.

## Megjelenése
Testhossza 61 centiméter, testtömege 940-1050 gramm.

## Természetvédelmi helyzete
Az elterjedési területe rendkívül nagy, egyedszáma  670-6700 példány közötti és csökken, de még nem éri el a kritikus szintet. A Természetvédelmi Világszövetség Vörös listáján nem fenyegetett fajként szerepel.